# Alan Patrick (futbolista)
Alan Patrick Lourenço (Maipux, Brasil, 13 de febrero de 1991) es un futbolista brasileño. Juega como centrocampista y su equipo es el S. C. Internacional del Campeonato Brasileño de Serie A.

## Trayectoria

Alan Patrick jugando Champions League para Shakhtar Donetsk.

### Santos
Patrick jugó 39 partidos con el equipo profesional del Santos, en los que anotó siete goles. Y en el año 2011 ganó la Copa Santander Libertadores con el Santos FC ante Peñarol de Uruguay. 

### Shajtar Donetsk
El 24 de junio de 2011 firmó un contrato de cinco años con el Shakhtar Donetsk por 4 millones €. Alan Patrick rara vez jugó con el Shakhtar durante su primera temporada en Ucrania y su primera aparición de la temporada en un partido competitivo tuvo lugar el 12 de septiembre de 2011 en la Copa de Ucrania contra el FC Shakhtar Sverdlovsk. El 21 de septiembre de 2011, marcó su primer gol oficial con la camiseta del Shakhtar, en un partido válido por la tercera fase de la Copa de Ucrania, donde el equipo de Donetsk se enfrentó al Shakhtar Sverdlovsk, de Tercera División, y ganó 2-0 fuera de casa.

### Internacional
Aceptó regresar a Brasil el 2 de julio de 2013, siendo fichado cedido por Internacional.
Terminó su primera temporada, jugó 49 partidos con el equipo en todos los torneos y marcó 4 goles, tras lo cual el Club no quiso prorrogar la cesión del jugador.

### Palmeiras
El 19 de enero de 2015, Alan Patrick fue anunciado como jugador del Palmeiras cedido por un año. Hizo su debut con el club el 25 de enero, en un amistoso contra el Red Bull Bragantino en el mismo partido marcó su primer gol.

### Flamengo
El 16 de junio de 2015, la directiva del Flamengo presentó a Alan Patrick, de 24 años, firmado un contrato hasta fin de año. Fue cedido por el Palmeiras. Alan Patrick anotó su primer gol con la camiseta del Flamengo el 6 de julio, en la derrota por 2-1 ante el Figueirense. Fue lo más destacado del equipo en la temporada Brasileirão 2015. Después, sin embargo, su rendimiento decayó junto con el de los demás jugadores. Jugó 28 partidos, incluidos amistosos, y marcó siete goles.
El 30 de diciembre de 2015, Flamengo confirmó la renovación del préstamo con Alan Patrick, quien pertenece al Shakhtar Donetsk, de Ucrania, por una temporada más. El contrato del jugador con Rubro-Negro, que finalizaría a finales de año, estará vigente hasta el final de la próxima temporada.
Al finalizar contrato regresó a Ucrania, donde, según su propia valoración, vivió el mejor momento de su carrera, y también la fase de máximo goleador. En 76 partidos marcó 15 goles, algunos de ellos auténticas pinturas.

### Regreso al Shakhtar Donetsk
A principios de 2017, el brasileño regresó al Shakhtar para lo que restaba de temporada.
En medio de la invasión rusa de Ucrania, Alan Patrick regresó a Brasil en febrero de 2022, poniendo fin a un ciclo de 11 años con el Shakhtar, con un total de 178 partidos, 26 goles y 32 asistencias.

### Regreso al Internacional
El 12 de abril de 2022, Internacional anunció el fichaje de Alan Patrick con un contrato hasta abril de 2025. El debut del nuevo número 10 del Inter fue el 8 de mayo, en el empate 1-1 ante el Juventude, en partido válido por el Campeonato Brasileño.
En la temporada 2024, el centrocampista Alan Patrick marcó 12 goles y dio 8 asistencias al Internacional. Fue elegido jugador principal del puesto en el Brasileirão 2024.
El 10 de abril de 2025, Internacional recibió a Atlético Nacional y ganó 3-0, con hat-trick de Alan Patrick, en la fase de grupos de la CONMEBOL Libertadores.

## Clubes
| Club                         | País    | Año     | Liga  | Liga  | Estaduales | Estaduales | Copa nacionales | Copa nacionales | Torneo Internacionales | Torneo Internacionales | Total | Total |
| Club                         | País    | Año     | Part. | Goles | Part.      | Goles      | Part.           | Goles           | Part.                  | Goles                  | Part. | Goles |
| ---------------------------- | ------- | ------- | ----- | ----- | ---------- | ---------- | --------------- | --------------- | ---------------------- | ---------------------- | ----- | ----- |
| Santos F. C.                 | Brasil  | 2009    | 3     | 0     | -          | -          | -               | -               | -                      | -                      | 3     | 0     |
| Santos F. C.                 | Brasil  | 2010    | 18    | 4     | -          | -          | -               | -               | -                      | -                      | 18    | 4     |
| Santos F. C.                 | Brasil  | 2011    | 2     | 0     | -          | -          | -               | -               | 5                      | 1                      | 7     | 1     |
| Santos F. C.                 | Total   | Total   | 23    | 4     | -          | -          | -               | -               | 5                      | 1                      | 28    | 5     |
| F. K. Shakhtar Donetsk       | Ucrania | 2011-12 | 1     | 0     | -          | -          | 1               | 1               | -                      | -                      | 2     | 1     |
| F. K. Shakhtar Donetsk       | Ucrania | 2012-13 | 4     | 1     | -          | -          | 2               | 0               | -                      | -                      | 6     | 1     |
| F. K. Shakhtar Donetsk       | Total   | Total   | 5     | 1     | -          | -          | 3               | 1               | -                      | -                      | 8     | 2     |
| S. C. Internacional (cedido) | Brasil  | 2013    | 5     | 0     | -          | -          | 1               | 0               | -                      | -                      | 6     | 0     |
| S. C. Internacional (cedido) | Brasil  | 2014    | 24    | 2     | -          | -          | -               | -               | 1                      | 0                      | 25    | 2     |
| S. C. Internacional (cedido) | Total   | Total   | 29    | 2     | -          | -          | 1               | 0               | 1                      | 0                      | 31    | 2     |
| S. E. Palmeiras (cedido)     | Brasil  | 2015    | 2     | 0     | -          | -          | -               | -               | -                      | -                      | 2     | 0     |
| S. E. Palmeiras (cedido)     | Total   | Total   | 2     | 0     | -          | -          | -               | -               | -                      | -                      | 2     | 0     |
| C. R. Flamengo (cedido)      | Brasil  | 2015    | 26    | 7     | -          | -          | -               | -               | -                      | -                      | 26    | 7     |
| C. R. Flamengo (cedido)      | Brasil  | 2016    | 28    | 4     | -          | -          | -               | -               | 4                      | 2                      | 32    | 6     |
| C. R. Flamengo (cedido)      | Total   | Total   | 54    | 11    | -          | -          | -               | -               | 4                      | 2                      | 58    | 13    |
| F. K. Shakhtar Donetsk       | Ucrania | 2016-17 | 9     | 1     | -          | -          | 1               | 0               | -                      | -                      | 10    | 1     |
| F. K. Shakhtar Donetsk       | Ucrania | 2017-18 | 25    | 3     | -          | -          | 4               | 0               | 3                      | 0                      | 32    | 3     |
| F. K. Shakhtar Donetsk       | Ucrania | 2018-19 | 27    | 2     | -          | -          | 4               | 0               | 7                      | 0                      | 38    | 2     |
| F. K. Shakhtar Donetsk       | Ucrania | 2019-20 | 25    | 4     | -          | -          | 1               | 1               | 12                     | 4                      | 38    | 9     |
| F. K. Shakhtar Donetsk       | Ucrania | 2020-21 | 21    | 4     | -          | -          | 2               | 0               | 9                      | 1                      | 32    | 5     |
| F. K. Shakhtar Donetsk       | Ucrania | 2021-22 | 11    | 2     | -          | -          | 1               | 1               | 8                      | 1                      | 20    | 4     |
| F. K. Shakhtar Donetsk       | Total   | Total   | 123   | 17    | -          | -          | 16              | 3               | 39                     | 6                      | 178   | 26    |
| S. C. Internacional          | Brasil  | 2022    | 26    | 6     | -          | -          | -               | -               | 4                      | 1                      | 30    | 7     |
| S. C. Internacional          | Brasil  | 2023    | 21    | 0     | 13         | 4          | 3               | 3               | 11                     | 5                      | 48    | 12    |
| S. C. Internacional          | Total   | Total   | 76    | 8     | 13         | 4          | 4               | 3               | 16                     | 6                      | 109   | 21    |
| Total                        | Total   | Total   | 278   | 40    | 13         | 4          | 20              | 6               | 64                     | 15                     | 375   | 65    |

## Palmarés

### Títulos regionales
| Título              | Club          | Estado             | Año  |
| ------------------- | ------------- | ------------------ | ---- |
| Campeonato Paulista | Santos F. C.  | São Paulo          | 2010 |
| Campeonato Paulista | Santos F. C.  | São Paulo          | 2011 |
| Campeonato Gaucho   | Internacional | Río Grande del Sur | 2014 |
| Campeonato Gaucho   | Internacional | Río Grande del Sur | 2025 |

### Títulos nacionales
| Título                  | Club                  | País    | Año  |
| ----------------------- | --------------------- | ------- | ---- |
| Copa de Brasil          | Santos F. C.          | Brasil  | 2010 |
| Copa de Ucrania         | F. K. Shajtar Donetsk | Ucrania | 2012 |
| Liga Premier de Ucrania | F. K. Shajtar Donetsk | Ucrania | 2012 |
| Supercopa de Ucrania    | F. K. Shajtar Donetsk | Ucrania | 2012 |
| Copa de Ucrania         | F. K. Shajtar Donetsk | Ucrania | 2013 |
| Liga Premier de Ucrania | F. K. Shajtar Donetsk | Ucrania | 2013 |
| Supercopa de Ucrania    | F. K. Shajtar Donetsk | Ucrania | 2015 |
| Liga Premier de Ucrania | F. K. Shajtar Donetsk | Ucrania | 2017 |
| Copa de Ucrania         | F. K. Shajtar Donetsk | Ucrania | 2017 |
| Supercopa de Ucrania    | F. K. Shajtar Donetsk | Ucrania | 2017 |
| Copa de Ucrania         | F. K. Shajtar Donetsk | Ucrania | 2018 |
| Liga Premier de Ucrania | F. K. Shajtar Donetsk | Ucrania | 2018 |
| Copa de Ucrania         | F. K. Shajtar Donetsk | Ucrania | 2019 |
| Liga Premier de Ucrania | F. K. Shajtar Donetsk | Ucrania | 2019 |
| Liga Premier de Ucrania | F. K. Shajtar Donetsk | Ucrania | 2020 |
| Supercopa de Ucrania    | F. K. Shajtar Donetsk | Ucrania | 2021 |

### Títulos internacionales
| Título                       | Club          | País     | Año  |
| ---------------------------- | ------------- | -------- | ---- |
| Sudamericano Sub-20          | Brasil sub-20 | Perú     | 2011 |
| Copa Libertadores de América | Santos F. C.  | Brasil   | 2011 |
| Copa Mundial Sub-20          | Brasil sub-20 | Colombia | 2011 |